# TDRS-5
El TDRS-5, conocido antes del lanzamiento como TDRS-E, es un satélite de comunicaciones estadounidense que es operado por la NASA y fue construido por TRW como parte del Tracking and Data Relay Satellite System.

## Lanzamiento
Fue lanzado a bordo del transbordador espacial Atlantis durante la misión STS-43 en agosto de 1991. El Atlantis se lanzó desde el complejo de lanzamiento 39A del Centro Espacial Kennedy a las 15:02:00 GMT (11:02 hora local), el 2 de agosto. El TDRS-5 se desplegó desde Atlantis aproximadamente seis horas después del lanzamiento, y se elevó a una órbita geoestacionaria por medio de una etapa superior inercial (IUS). Fue el único satélite TDRS que se desplegó desde el Atlantis.